# Psychotria leucocarpa
Psychotria leucocarpa är en måreväxtart som beskrevs av Carl Ludwig von Blume. Psychotria leucocarpa ingår i släktet Psychotria och familjen måreväxter. Inga underarter finns listade i Catalogue of Life.